# Coal Miner's Daughter
 Coal Miner's Daughter és una pel·lícula estatunidenca dirigida per Michael Apted, estrenada el 1980. És la biografia de la cantant Loretta Lynn.

## Argument
Aquesta pel·lícula tracta sobre la biografia de Loretta Lynn, una cantant de música country i western que va de la pobresa a la fama, que va aconseguir escapar del sòrdid món al qual vivia, convertint-se en tota una estrella del món de l'espectacle. Loretta Lynn va néixer al si d'una família humil, prop de les muntanyes Apalatxes. Es va casar als tretze anys i va arribar a tenir quatre fills, abans dels vint.

## Repartiment
- Sissy Spacek: Loretta Webb / Lynn
- Tommy Lee Jones: Doolittle 'Mooney' Lynn o 'Doo'
- Levon Helm: Ted Webb
- Phyllis Boyens: Clara 'Clary' Webb
- William Sanderson: Lee Dollarhide
- Beverly D'Angelo: Patsy Cline

## Premis i nominacions

### Premis
- 1981. Oscar a la millor actriu per Sissy Spacek
- 1981. Globus d'Or a la millor pel·lícula musical o còmica
- 1981. Globus d'Or a la millor actriu musical o còmica per Sissy Spacek

### Nominacions
- 1981. Oscar a la millor pel·lícula
- 1981. Oscar a la millor direcció artística per John W. Corso i John M. Dwyer
- 1981. Oscar a la millor fotografia per Ralf D. Bode
- 1981. Oscar al millor muntatge per Arthur Schmidt
- 1981. Oscar al millor so per Richard Portman, Roger Heman Jr. i James R. Alexander
- 1981. Oscar al millor guió adaptat per Thomas Rickman
- 1981. Globus d'Or al millor actor musical o còmic per Tommy Lee Jones
- 1981. Globus d'Or a la millor actriu secundària per Beverly D'Angelo
- 1982. BAFTA a la millor actriu per Sissy Spacek
- 1982. BAFTA al millor so per Gordon Ecker, James R. Alexander, Richard Portman i Roger Heman Jr.